# Papyrus 23
Papyrus 23 (in de nummering volgens Gregory-Aland, ook wel {\displaystyle {\mathfrak {P}}}23 of Oxyrhynchus Papyrus 1229) is een oud Grieks manuscript op papyrus, Het fragment geeft alleen de tekst van de Jacobus 1:10-12 en 1:15-18. Het manuscript is op grond van schrifttype gedateerd vroeg in de derde eeuw.

## Beschrijving
Het handschrift is gevonden in Oxyrhynchus, Egypte.
Het fragment is 11,2 x 12,1 cm groot. De heilige namen worden voluit geschreven, afkortingen worden alleen gebruikt aan het eind van de regels. Net als de Codex Sinaiticus en de Codex Vaticanus geeft het in Jacobus 1:17 de grammaticale fout αποσκιασματος.
De Griekse tekst vertegenwoordigt de (proto)-Alexandrijnse tekst. Aland beschrijft de tekst als normaal en plaatst het in categorie 1 van zijn Categorieën van manuscripten van het Nieuwe Testament.
Dit handschrift toont de meeste verwantschap met de Codex Sinaiticus; Codex Alexandrinus, Codex Ephraemi Rescriptus, die de beste teksten van de Katholieke brieven geven.
Het wordt bewaard in de University of Illinois (G. P. 1229) in Urbana (Illinois).